# L'Avellana
L'Avellana és un edifici del terme municipal de Tremp, a l'antic terme de Fígols de Tremp, al Pallars Jussà. Està situat al nord de Castissent i al sud del Mas de Ciutat i del Serrat de Ciutat, a prop i a migdia de la carretera C-1311 entre els punts quilomètrics 3 i 4.
Es tracta d'una masia que disposa de d'un seguit de coberts, corrals i pallers. La casa consta de planta baixa, pis i golfes. Està construït amb pedra del país sense treballar rejuntada amb fang. Les parets conserven parts de l'arrebossat original. Disposa de dues portes d'accés. La primera és a peu pla i és d'arc adovellat. L'altra, precedida per unes escales, és a nivell de la segona planta i acaba amb llinda de fusta. Les finestres, amb llinda de fusta, es distribueixen de manera desendreçada. Entre els edificis annexos destaca una construcció de planta poligonal que té planta baixa i sotateulada. Comparteix característiques constructives amb la resta d'edificacions. A la façana sud-oest presenta dues arcades adovellades, una de les quals es troba mig tapiada i a l'altre hi ha la porta.